# Giro di Lombardia 1987
Il Giro di Lombardia 1987, ottantunesima edizione della corsa, fu disputata il 17 ottobre 1987, per un percorso totale di 265 km. Fu vinta dall'italiano Moreno Argentin, giunto al traguardo con il tempo di 6h52'10" alla media di 38,577 km/h.
Presero il via da Como 177 ciclisti, 27 di essi portarono a termine la gara. È tuttora l'ultima edizione del Giro di Lombardia chiusasi in Piazza Duomo a Milano.

## Ordine d'arrivo (Top 10)
| Pos. | Corridore          | Squadra      | Tempo   |
| ---- | ------------------ | ------------ | ------- |
| 1    | Moreno Argentin    | Gewiss       | 6h52'10 |
| 2    | Eric Van Lancker   | Panasonic    | s.t.    |
| 3    | Marc Madiot        | Système U    | s.t.    |
| 4    | Éric Boyer         | Système U    | a 22"   |
| 5    | Ennio Salvador     | Gis Gelati-  | s.t.    |
| 6    | Walter Magnago     | Carrera      | s.t.    |
| 7    | Claude Criquielion | Hitachi-Marc | s.t.    |
| 8    | Flavio Giupponi    | Del Tongo    | s.t.    |
| 9    | Charly Mottet      | Système U    | s.t.    |
| 10   | Leo Schönenberger  | Fibok-Müller | a 1'02" |